# Festung Forchheim
Die Festung Forchheim wurde nach der Besetzung der Stadt Forchheim im Zweiten Markgrafenkrieg (1552) vom Hochstift Bamberg angelegt. Heute ist noch etwa ein Drittel der Festungswerke vorhanden und in die städtischen Grünanlagen eingebunden.

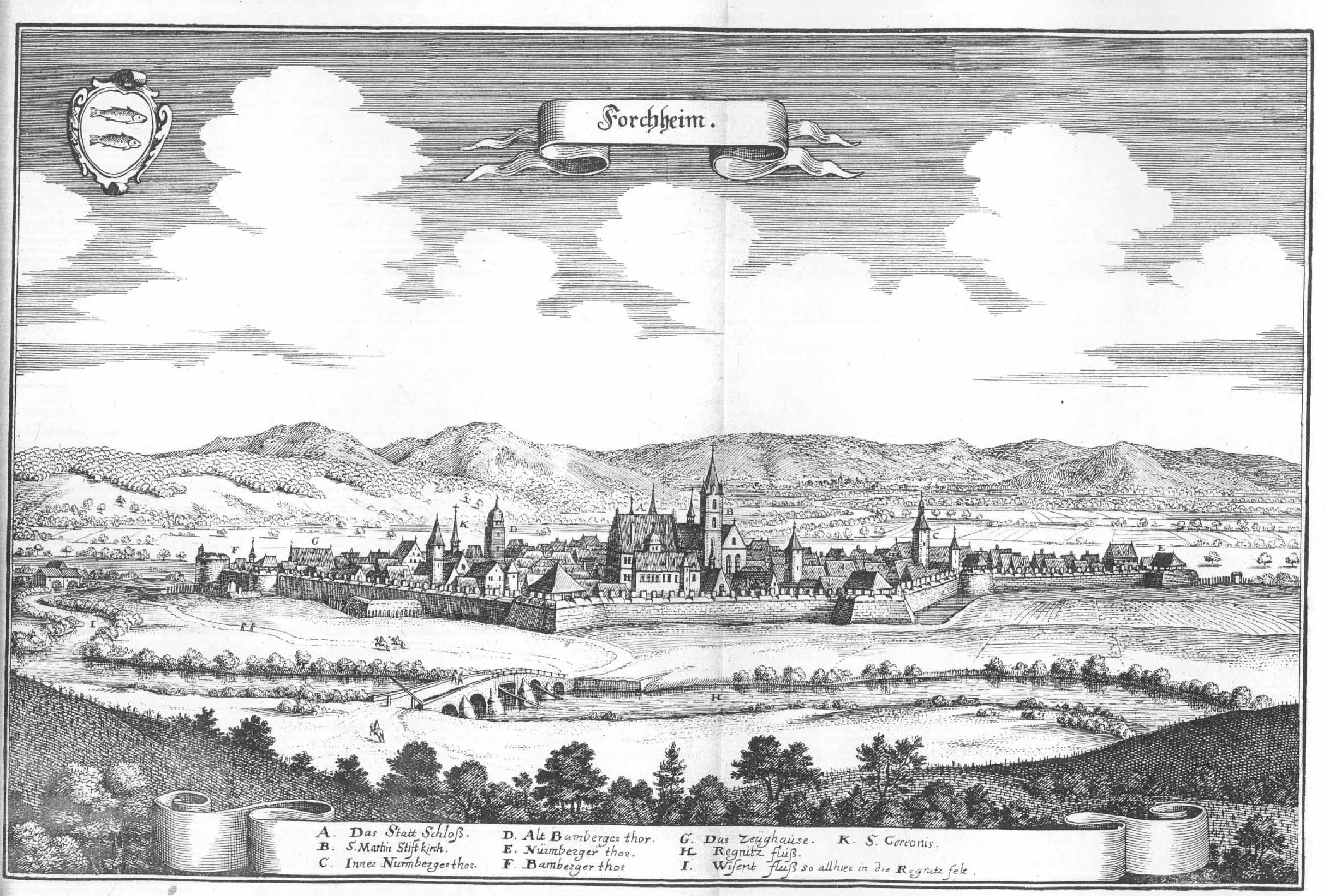
Festung Forchheim von Westen

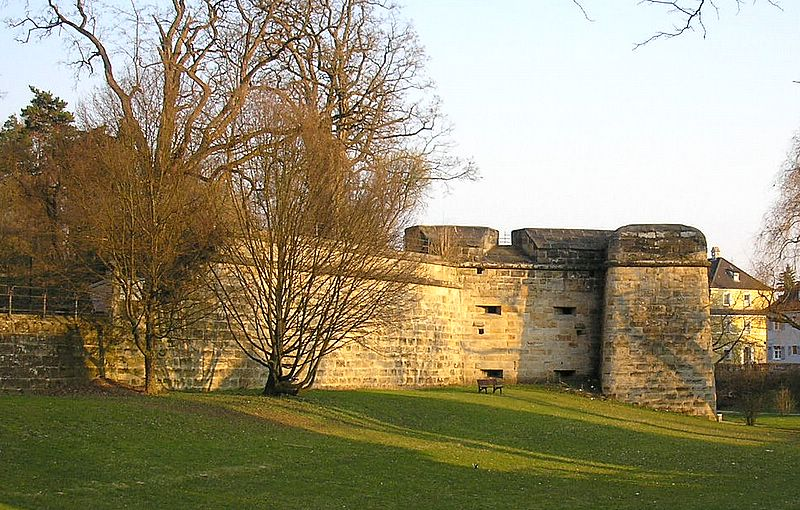
St.-Veit-Bastion von Norden

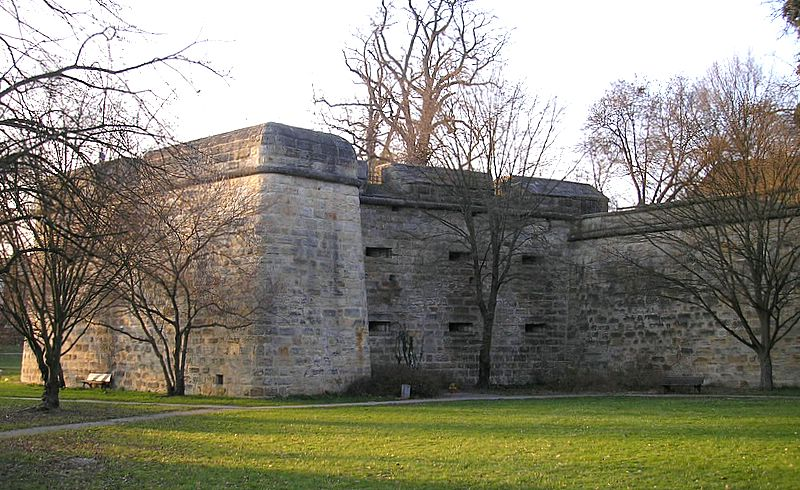
St.-Veit-Bastion von Süden

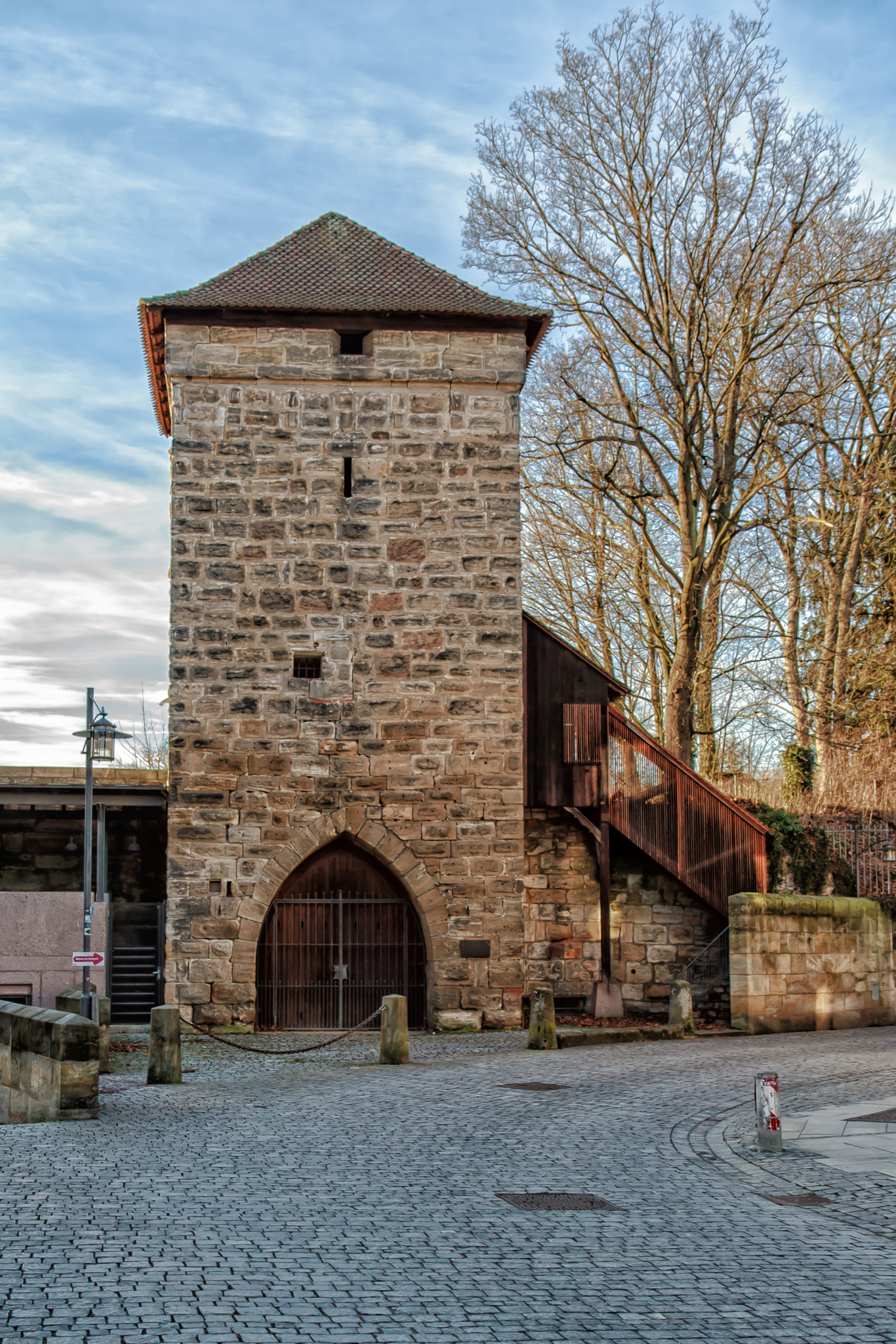
Der Saltorturm

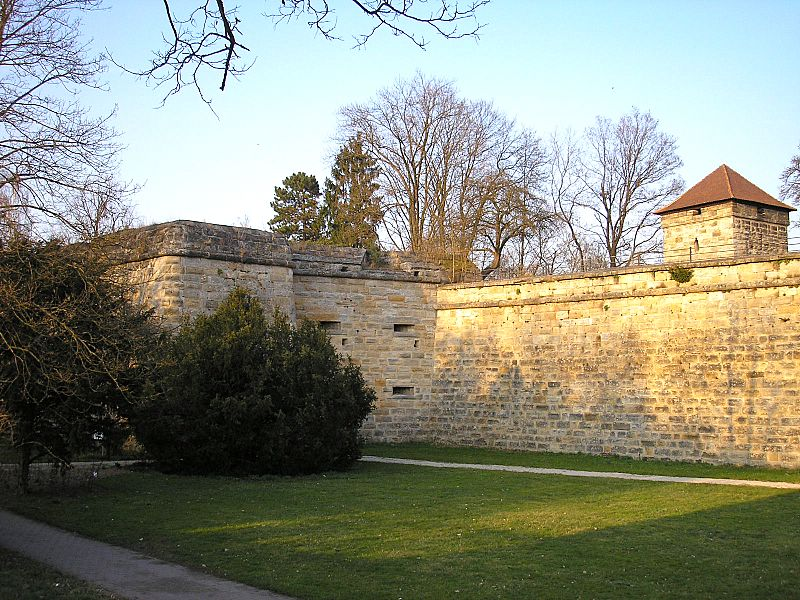
Bastion am Saltorturm

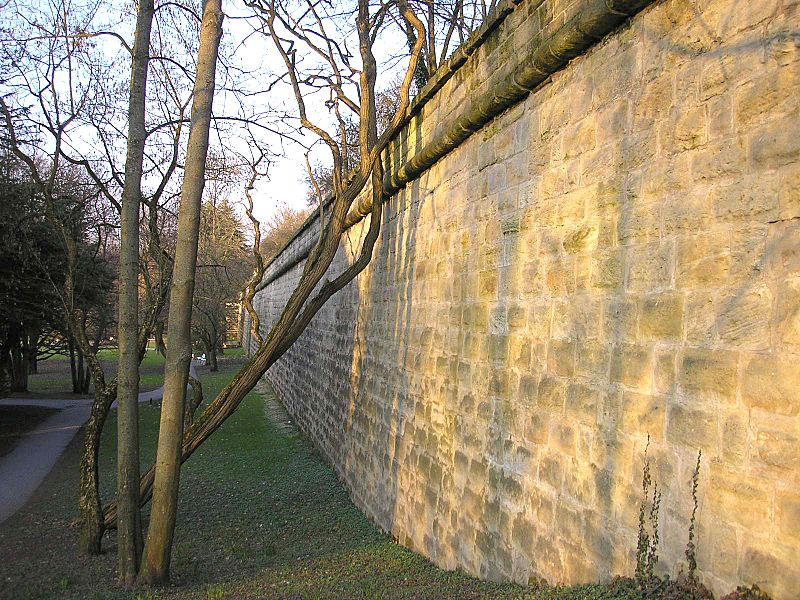
Kurtine zwischen der Bastion am Saltorturm und dem St.-Valentini-Werk

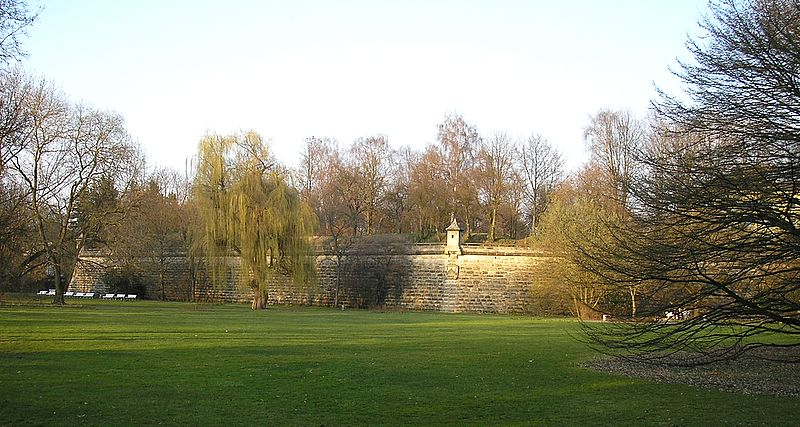
St.-Valentini-Werk von Westen

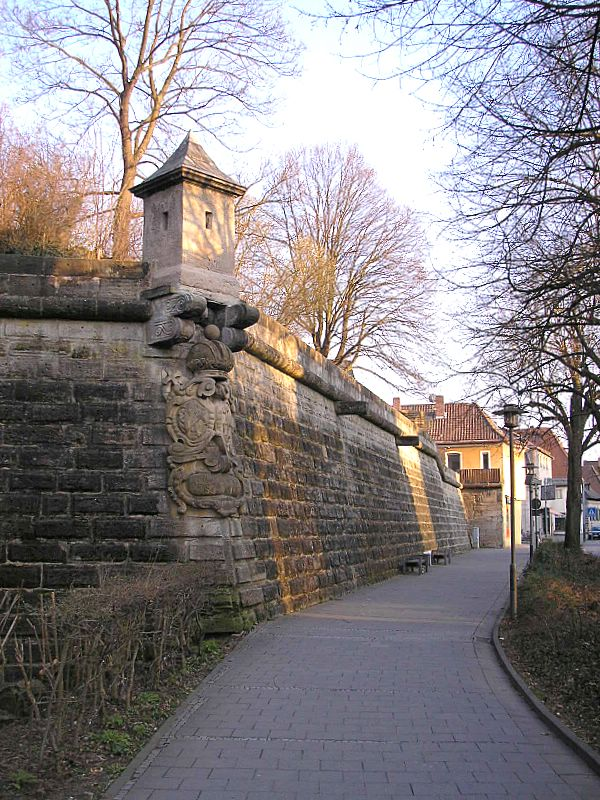
St.-Petri-Werk, Westflanke

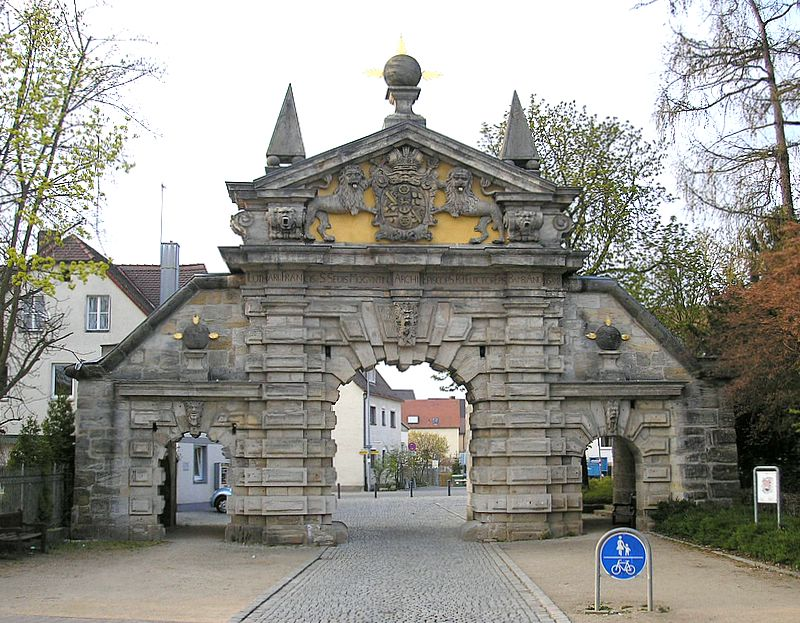
Das Nürnberger Tor (1698)

## Geschichte
Während des Zweiten Markgrafenkrieges besetzten 1552 die Truppen des Kulmbacher Markgrafen Albrecht Alkibiades drei Monate Forchheim. Nach der Rückeroberung durch Claus von Egloffstein beschloss das Hochstift Bamberg den Ausbau der Stadt zur südlichen Grenzfestung nach modernen italienischen Vorbildern. Die Bauarbeiten begannen 1553 mit der St.-Veit-Bastion südlich der Forchheimer Burg, der so genannten Pfalz. 1561/62 kam die Bastion beim Saltorturm hinzu. Die Nordostecke der Stadtfestung sicherte ein runder Artillerieturm. Als neue Einlässe entstand 1557 das Bamberger Tor, 1567 das Reuther Tor, 1570 das alte Nürnberger Tor und 1578/79 das Sattlertor. Die Ein- und Ausflüsse der Wiesent sicherte man durch zwei Wasserschlösser, von denen sich das nördliche erhalten hat.
Am Anfang des 17. Jahrhunderts geriet der Festungsbau ins Stocken. Zu Beginn des Dreißigjährigen Krieges war die mittelalterliche Stadtmauer noch zum großen Teil vorhanden. Die Befestigungsanlagen wurden durch Neubauten ergänzt. Während des Krieges kam es zu keiner größeren Belagerung, obwohl Forchheim strategisch und als Truppensammelplatz und Zufluchtsort von großer Bedeutung war. Die Festung hatte sich erstmals bewährt.
Nach dem Ende der Kampfhandlungen wurde der Ausbau fortgesetzt. 1655 entstand das St.-Cunigundis-Werk im Osten, ein Jahr später das St.-Philippi-Werk. Das St.-Valentini-Werk (Zwinger-Bastion, 1657) und das St.-Henrici-Werk (Dreikirchen-Werk) sind noch ganz bzw. in Resten erhalten. 1675 kam das St.-Petri-Werk (Dernbach-Bastion) im Nordosten hinzu, 1683 das große, verschwundene St.-Martini-Werk (Neuwerk). Fürstbischof Lothar Franz von Schönborn schickte 1706 den Militärarchitekten Maximilian von Welsch, um die Werke zu ertüchtigen.
Neben den Festungswerken entstanden zahlreiche Verwaltungs- und Repräsentationsbauten im Stadtinneren. An den Planungen waren die besten Kräfte des Hochstiftes beteiligt. So schuf Balthasar Neumann die Kaserne der fürstbischöflichen Dragoner (1730–1733). Die Kommandantur am Paradeplatz entwarf Johann Jakob Michael Küchel.
Im Zuge der Säkularisation des Hochstifts Bamberg kam auch die Festung zu Kurbayern, das 1806 zum Königreich erhoben wurde. Die Festungseigenschaft wurde 1838 von der Armee aufgehoben, die Wehranlagen waren entbehrlich geworden. 1875 erwarb die Stadt einen Großteil der Festungsanlagen und verpflichtete sich zu deren Abriss. Noch nach dem Ersten Weltkrieg verschwanden Teile des Ensembles. Aus dem Abbruchmaterial entstanden etwa das städtische Gymnasium und die Kirche in Hallerndorf. Die Gräben der Werke im Norden und Nordosten konnten jedoch zu einer weitläufigen Parkanlage umgestaltet werden, die von der Bevölkerung als Naherholungsgebiet genutzt wird.

## Die Festung
In ihrer letzten Ausbaustufe bezog die Festung die ehemaligen, landwirtschaftlich geprägten Vororte ein. Zehn Bastionen waren durch lange Kurtinen verbunden, davor lag ein etwa 30 Meter breiter Graben. Die Tore sicherten Vorwerke bzw. Ravelins. Die Wiesent wurde von den beiden Wasserschlössern überbrückt. Die ehemals ungefähr 10 bis 14 Meter hohen, geböschten Wallmauern stecken teilweise im Boden, erscheinen also heute niedriger. Sehr gut erhalten sind die Nord- und die Nordwestseite, dort stören nur die Straßendurchbrüche das Ensemble. In dieser Erhaltung als frühneuzeitliche und barocke Stadtfestung ist die Forchheimer Bastionärbefestigung eine architekturgeschichtliche Rarität in Mitteleuropa. In Bayern besitzt nur noch Würzburg umfangreichere Reste einer solchen Umwallung. Einige eindrucksvoll erhaltene Renaissancebastionen wurden der mittelalterlichen Stadt- bzw. Burgmauer Nürnbergs vorgelegt.
Die Bischofsstadt Bamberg selbst war nur schwach befestigt. Aus diesem Grund entstand auch an der Nordgrenze ein aufwändiger Festungsbau. Die Festung Rosenberg wacht noch heute vollständig erhalten über die Altstadt von Kronach, dessen Stadtbefestigung an die Festung angeschlossen war und ebenfalls weitgehend bewahrt wurde.

### Beschreibung der erhaltenen Festungswerke
Die mittelalterliche Stadtmauer lässt sich noch zwischen der Sattlertorstraße und dem ehemaligen Krankenhaus verfolgen. Das Sattlertor neben der „Pfalz“ ist ein typisch fränkischer, dreigeschossiger Torturm aus dem 14./16. Jahrhundert mit spitzbogiger Durchfahrt (heute verschlossen) und flachem Pyramidendach.
Aus der ersten Ausbaustufe der Festung sind die beiden „altitalienischen“ Bastionen im Nordwesten erhalten. Beide Werke sind bombensicher kasemattiert und eingewölbt, die Brustwehren sind von Kanonenscharten unterbrochen. Die Kanonenhöfe schützen Orillons, die Flanken sind also zurückgezogen und gegen Beschuss gesichert.
An der St.-Veit-Bastion (1553) ist das Wappen des Fürstbischofs Weigand von Redwitz angebracht (bezeichnet „1562“). Die Bastion am Saltorturm trägt eine Tafel mit dem Wappen des Bischofs Veit II. von Würtzburg (bezeichnet „1561“). Die anschließenden Kurtinen sind weitgehend erhalten, vor dem Amtsgerichtsgebäude klafft allerdings eine längere Mauerlücke.
Nach Osten schließt sich nach einem Straßendurchbruch die lange Kurtine zum St.-Valentini-Werk (1657) an. Die Bastion springt dreikantig vor und ist vollständig erhalten. Auf den Ecken sitzen kleine Wachhäuschen, darunter befinden sich die Wappensteine des Dompropstes Franz Conrad von Stadion, des Domdekans Georg Heinrich von Künsberg und des Fürstbischofs Philipp Valentin Voit von Rieneck. Alle Steine sind mit „1657“ bezeichnet. Die anstoßende Kurtine verläuft bis zur Wiesent. Nach einer größeren Mauerlücke folgt das St.-Petri-Werk (1675) mit dem Wappen des Fürstbischofs Peter Philipp von Dernbach. Dort hat nur der nördliche Teil der Bastion die Entfestigung überstanden.
Den nördlichen Durchfluss der Wiesent sichert das nördliche Wasserschloss aus dem 16. Jahrhundert. Die Reste des südlichen Gegenstückes stecken im Gebäude der Stadtwerke. Dort ist auch ein Wappenstein von 1569 eingemauert.
Vom St.-Henrici-Werk (Dreikirchenbastion) im Süden ist nur die Nordostflanke erhalten geblieben.
Als einziges der vier ehemaligen Tore ist das Nürnberger Tor (bezeichnet „1698“) überkommen. Das repräsentative Prunkportal ist dem Haupttor (1662) der Festung Rosenberg in Kronach nachempfunden. Zwei kleinere seitliche Durchgänge flankieren die Durchfahrt, über der zwei Löwen das Wappen des Bischofs Lothar Franz von Schönborn halten. Die anschließenden Kurtinen sind verschwunden, ebenso der Ravelin mit dem Vortor. Die Situation kurz vor dem Abbruch ist durch ein Aquarell von Michael Kotz (1887) dokumentiert (Pfalzmuseum).
An das Bamberger Tor erinnert nur noch der eingeschossige Walmdachbau des Wachhäuschens.
Im Pfalzmuseum in der Stadtburg der Bamberger Bischöfe ist neben zahlreichen historischen Ansichten und Plänen auch ein Modell der ehemaligen Festung ausgestellt.

### Militärbauten in der Altstadt
Von den ehemaligen Militär- und Verwaltungsbauten innerhalb der ehemaligen Festungswerke sind die Alte Kaserne an der Wiesent und die Dragonerkaserne im Osten (Balthasar Neumann, 1730/33) erhalten geblieben. Am Paradeplatz steht die Kommandantur (1743/47), ein zweigeschossiger Barockbau. Am anderen Platzende wurde 1800 mit der Hauptwache das jüngste Militärbauwerk der Festung errichtet.

## Bildquellen
- Ansicht der Stadt Forchheim vom Westen (Stich von Matthäus Merian, 1648)
- Reuther Tor Bastion (vor 1875, Photo im Stadtarchiv Forchheim)
- Vor dem Bamberger Tor (Aquarell von Michael Kotz, 1910/11, Pfalzmuseum Forchheim)
- Vor dem Nürnberger Tor 1887 (Aquarell von Michael Kotz, 1910/11, Pfalzmuseum Forchheim)
- Uraufnahmeblatt der Stadt Forchheim, 1825 (Bayerisches Landesvermessungsamt, München)